# Edward Timmins
Edward Timmins est un homme politique irlandais du Fine Gael qui est Teachta Dála (TD) pour la circonscription électorale de Wicklow depuis les élections générales de 2024. Timmins est conseiller du comté de Wicklow de 2004 à 2024.

## Carrière politique
Timmins est élu pour la première fois au conseil du comté de Wicklow pour Baltinglass en 2004, et il est réélu à chaque élection locale jusqu'à ce qu'il soit élu au Dáil Éireann.
Timmins est élu au 34e Dáil pour la circonscription électorale de Wicklow aux élections générales de 2024.
Son père Godfrey Timmins et son frère Billy Timmins sont également députés pour Wicklow.